# Tzajalum
Tzajalum är en ort i Mexiko.   Den ligger i kommunen Chamula och delstaten Chiapas, i den sydöstra delen av landet, 700 km öster om huvudstaden Mexico City. Tzajalum ligger 2 086 meter över havet och antalet invånare är 423.
Terrängen runt Tzajalum är kuperad norrut, men söderut är den bergig. Terrängen runt Tzajalum sluttar västerut. Runt Tzajalum är det ganska tätbefolkat, med 139 invånare per kvadratkilometer. Närmaste större samhälle är San Cristóbal de las Casas, 16,8 km öster om Tzajalum. I omgivningarna runt Tzajalum växer huvudsakligen savannskog.